# مقام الطلبة
مقام الطلبة (بالإنجليزية: M'QAM TOLBA)‏ هي قرية ريفية تابعة لإقليم الخميسات ضمن جهة الرباط سلا زمور زعير بالمغرب. بلغ مجموع عدد سكان مقام الطلبة حسب إحصاءات 2004 حوالي 14705 نسمة يعيشون في 2244 أسرة.

## دواوير الجماعة
1- مزورفة (آآيت النيفر ، أيت بن موسى ، بوعياد ،بعيزاة، عسالا،أيت مشان،ايت حمو إدير).